# Động đất Tứ Xuyên 2008
Động đất Tứ Xuyên năm 2008 (tiếng Trung: 四川大地震 (Tứ Xuyên đại địa chấn)/ Sìchuān dà dìzhèn) là một trận động đất xảy ra tại tỉnh Tứ Xuyên thuộc tây nam Cộng hòa Nhân dân Trung Hoa, chấn tâm thuộc huyện Mân Xuyên, Châu tự trị dân tộc Tạng, dân tộc Khương A Bá, cách Thành Đô, thủ phủ Tứ Xuyên, khoảng 80 km về phía Tây - Tây Bắc. Trận động đất xảy ra vào lúc 06:28:01.42 UTC (14:28:01.42 giờ địa phương) ngày 12 tháng 5 năm 2008. Cơn địa chấn này có cường độ 8,2 độ Richter theo Ủy ban Địa chấn Nhà nước Trung Quốc và 7,9 Mw theo Cục Khảo sát Địa chất Hoa Kỳ (USGS) Trận động đất này đã tác động đến nhiều khu vực cách xa chấn tâm như: Bắc Kinh (cách 1500 km về phía Đông Bắc), Thượng Hải (cách 1700 km về phía Đông), Pakistan, Thái Lan, và thủ đô Hà Nội của Việt Nam..
Đây là trận động đất mạnh và thảm khốc nhất xảy ra tại Trung Quốc kể từ sau trận Động đất Đường Sơn 1976, giết chết hơn 250.000 người.
Ngày 17 tháng 5 được xem là ngày kì diệu khi các nhân viên cứu hộ đã cứu sống 73 người bị chôn vùi dưới đống đổ nát vì sau 100 giờ, cơ hội sống sót là rất hiếm 
.

## Thương vong

### Tại Tứ Xuyên
Tại tỉnh Tứ Xuyên, số thương vong được tính như sau:
| STT | Tên khu vực | Số người chết |
| --- | ----------- | ------------- |
| 1   | Miên Dương  | 21,963        |
| 2   | Tự Cống     | 2             |
| 3   | Lô Châu     | 1             |
| 4   | Quảng An    | 1             |
| 5   | Toại Ninh   | 27            |
| 6   | Thành Đô    | 4276          |
| 7   | A Bá        | 20258         |
| 8   | Đạt Châu    | 4             |

## Sau động đất

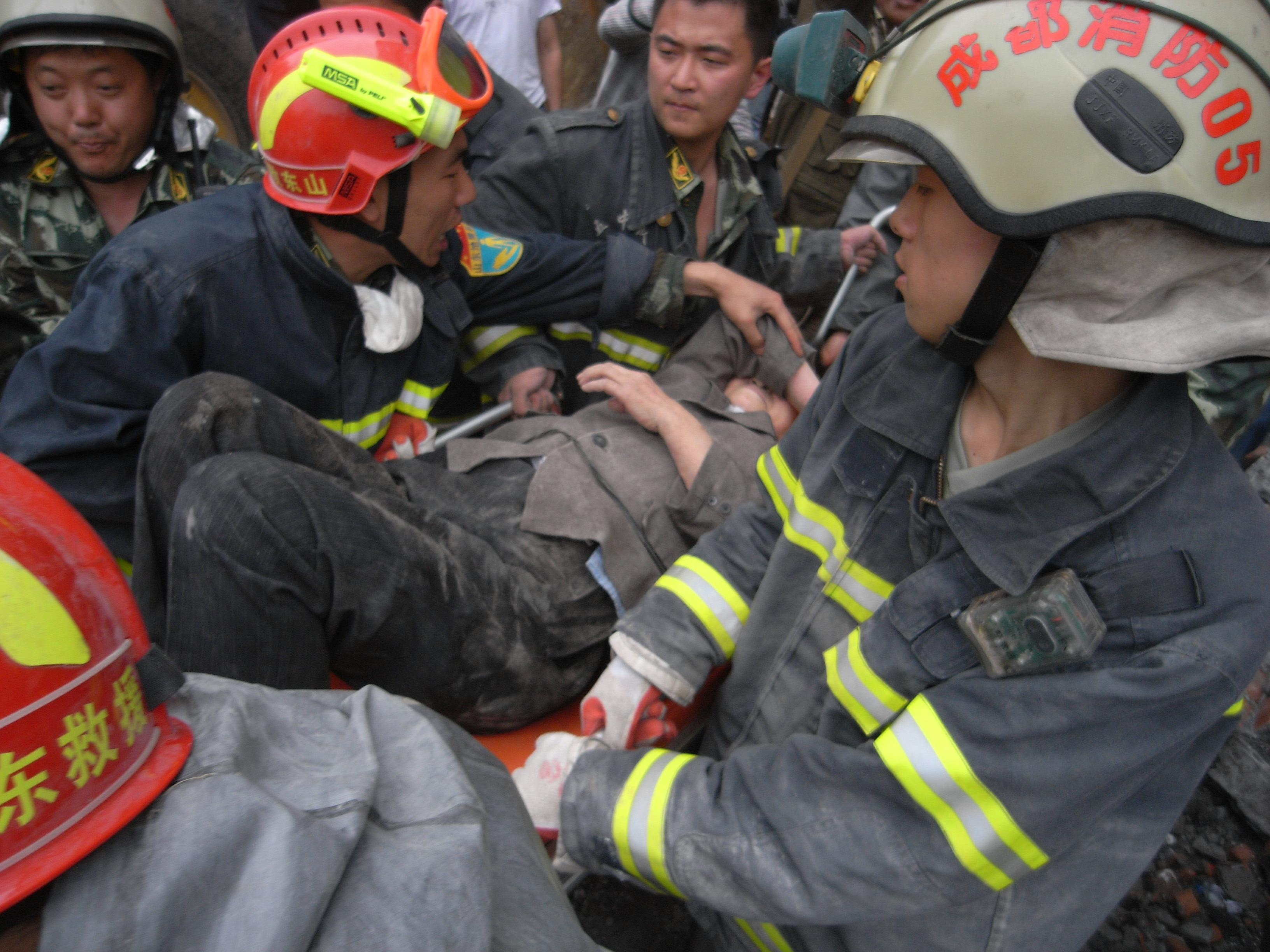
Đội cứu hộ sau trận động đất mạnh

Sau trận động đất, Chính phủ Trung Quốc để quốc tang 3 ngày (19, 20, 21 tháng 5) để tưởng niệm vong hồn những nạn nhân của địa chấn. Các nhân viên khi đi làm chỉ được mặc hai màu trắng và đỏ (nam thắt cà-vạt đen), các hoạt động vui chơi giải trí bị cấm, các logo các đài truyền hình trực thuộc Trung Quốc chỉ có 2 màu đen trắng. Nhiều bà mẹ đã hạ sinh trong và sau trận động đất và đặt cho con những cái tên như Lý Chấn, Sinh Chấn, Trường Chinh,...

## Ảnh hưởng
Ngoài Tứ Xuyên, trận động đất còn ảnh hưởng đến những nơi sau:
- Bắc Kinh, Trung Quốc
- Thượng Hải, Trung Quốc
- Hà Nội, Việt Nam
- Bangkok, Thái Lan
- Hồng Kông
- Ma Cao
- Đài Bắc, Đài Loan
- Mông Cổ